# Breiholz
Breiholz település Németországban, Schleswig-Holstein tartományban. Lakosainak száma 1385 fő (2023. december 31.).

## Népesség
A település népességének változása:
| Lakosok száma | 1094 | 1375 | 1356 | 1382 | 1391 | 1376 | 1385 |
|               | 1975 | 2014 | 2017 | 2019 | 2021 | 2022 | 2023 |